# NGC 6210
NGC 6210 (také Želva)
je planetární mlhovina v souhvězdí Herkula, která je od Země vzdálená přibližně 5 100 světelných let. Objevil ji Friedrich Georg Wilhelm von Struve v roce 1825.
Podle jejího nepravidelného tvaru, který připomíná želvu, se jí někdy říká Želva.

## Pozorování
Mlhovina se na obloze nachází v jižní části souhvězdí, a to 4° jihovýchodně od hvězdy Kornephoros (β Her). Její hvězdná velikost je 8,8 a patří tedy mezi poměrně jasné mlhoviny. Její nejjasnější střed však má malou úhlovou velikost, takže je v menších dalekohledech viditelná pouze jako mlhavá hvězdička a jako malý disk je viditelná až při větším zvětšení. Ústřední hvězda mlhoviny má hvězdnou velikost 13 a je viditelná až většími dalekohledy.

## Historie pozorování
Jak první tuto mlhovinu 22. března 1799 pozoroval Jérôme Lalande, ale považoval ji za hvězdu, a proto je za jejího objevitele považován Friedrich Georg Wilhelm von Struve, který správně rozpoznal, že jde o mlhovinu.